# غواصيات
الغواصيات (الاسم العلمي: Gaviiformes) هي رتبة من الطيور تتبع طائفة الطيور من شعبة الحبليات. تتميز بقدرتها علي الغوص في اعماق المياه بحثا عن غذائها، والذي يكون غالبا من الأسماك الصغيرة والقشريات، وهي تختلف عن الطيور التي تلتقط الاسماك من سطح الماء فقط كالنسر الأمريكي الذي لا يعد من الغواصيات لانه لا يستطيع الغوص إلى الأعماق بحثا عن الغذاء.

## فصائل
- الغواصية